# Подвойский, Борис Устинович
Борис Устинович Подвойский (2 мая 1926 — октябрь 2020) — передовик советского железнодорожного транспорта, мастер локомотивного депо Ленинград-пассажирский-Московский Октябрьской железной дороги, город Ленинград, Герой Социалистического Труда (1966).

## Биография
Родился в 1926 году в городе Ленинграде в семье украинцев.
В 1941 году завершил обучение в седьмом классе школы. Стал студентом техникума железнодорожного транспорта. В годы Великой Отечественной войны оставался в блокадном Ленинграде. Учился и работал в депо. Сумел окончить двухгодичные курсы, где освоил устройство электрических локомотивов. Участвовал в сооружении оборонительных укреплений. 
В 1945 году, окончил учиться в техникуме и стал бригадиром локомотивного депо. В 1947 году перешел работать начальником бюро заказов. В 1960 году стал мастером цеха автостопов и измерительных приборов. В 1957 году получил диплом о высшем образовании, окончив Ленинградский институт инженеров железнодорожного транспорта. 
Был назначен заместителем начальника депо. Добивался высоких производственных показателей, всегда был примером для молодого поколения железнодорожников.    
Указом Президиума Верховного Совета СССР от 4 августа 1966 года за достижение высоких показателей в деле развития железнодорожного транспорта Борису Устиновичу Подвойскому было присвоено звание Героя Социалистического Труда с вручением ордена Ленина и медали «Серп и Молот». 
В дальнейшем был назначен главным инженером. В этой должности он работал до выхода на заслуженный отдых. 
Жил в городе Санкт-Петербург. Скончался в октябре 2020 года. 

## Награды
За трудовые и боевые успехи был удостоен:
- золотая звезда «Серп и Молот» (04.08.1966)
- орден Ленина (04.08.1966)
- другие медали.